# Nicea de Macedonia
Nicea (Griego: Nίκαια , c. 335 a. C.– aproximadamente 302 a. C.) fue una noble macedonia, hija del poderoso regente Antípatro y de madre desconocida. Nacida y criada en Macedonia, cuando su padre era gobernador de Macedonia, durante el reinado del rey griego Alejandro Magno.
Nicea fue enviada por su padre a Asia, acompañada por su hermano Yolas y un cierto Archias, para casarse en 323 a. C. con el poderoso Pérdicas, en un momento en que se esperaba poder mantener relaciones amistosas entre ambos. No mucho tiempo después, Pérdicas determinó divorciarse de Nicea, por consejo de Eumenes, y casarse con Cleopatra de Macedonia, hermana de Alejandro Magno. Este paso que dio Pérdicas, antes de emprender su expedición a Egipto, produjo la inmediata ruptura entre él y Antípatro.
En c. 321 a. C., como parte de una alianza formada por Antípatro, Nicea se casó con Lisímaco, gobernante de Tracia. En 306 a. C. Lisímaco se convirtió en rey de Tracia, Asia Menor y Macedonia. A través de su matrimonio, Nicea se convirtió así en reina consorte.
Nicea dio tres descendientes a Lisímaco: un hijo, Agatocles, y dos hijas: Eurídice y Arsínoe I. A través de Arsinoe I, Nicea tendría como descendientes a los Tolomeos egipcios.
Nicea murió en fecha desconocida, de causas desconocidas, en algún momento entre 302 a. C. y 300 a. C.. En c. 300 a. C., Lisímaco rebautizó una ciudad de Bitinia, en Asia Menor, como Nicea (la moderna İznik, Turquía) en honor de su primera mujer.